# Formação Botucatu
A Formação Botucatu é uma formação geológica da Bacia do Paraná, resultado da grande desertificação do ainda continente Gondwana, o “deserto Botucatu”, semelhante ao deserto do Saara e com área superior a um milhão de km². Os extensos campos de dunas, depositados por ação eólica, formaram os espessos pacotes de arenitos que hoje constituem o importante Aqüífero Guarani. É onde habitavam dinossauros e pequenos mamíferos produtores dos icnogêneros Farlowichnus rapidus, Brasilichnium e Aracoaraichnium.

## Origem
Durante todo o Período Triássico, Jurássico e início do Cretáceo a região da atual Bacia do Paraná estava sob influência de clima desértico, dominada por campos de dunas do chamado deserto Botucatu. A partir do Período Jurássico, a plataforma continental foi reativada, fenômeno que está associado ao processo de ruptura do supercontinente Gondwana e à formação do Atlântico Sul. O resultado da reativação da plataforma e rifteamento foi a ocorrência de dezenas de eventos de vulcanismo que, ao longo de milhares de anos, cobriram todo o deserto Botucatu, dando origem a Formação Serra Geral. Entretanto, a condição climática desértica continuou durante todo o período em que ocorreram as dezenas de eventos de vulcanismo fissural, fazendo com que os mesmos fossem sucedidos por deposições eólicas de duração variável. Como a duração e a quantidade de material depositado pelos eventos de vulcanismo fissural era variável, assim como o intervalo de tempo entre cada novo evento e a intensidade das deposições de sedimentos eólicos, a espessura das camadas do arenito eólico e das rochas vulcânicas é bastante variável.
No Rebordo do Planalto da Bacia do Paraná, na região central do estado do Rio Grande do Sul, nos municípios de Itaara e Santa Maria, é possível verificar locais de exposição dos arenitos da Formação Botucatu. Uma característica marcante é a suave tendência de inclinação das camadas de arenitos para sudoeste. Entretanto, devido ao diversos eventos de subsidência que ocorreram no eixo central da Bacia do Paraná, com consequente soerguimento de suas bordas, as camadas dessas rochas possuem diferentes inclinações ao longo de sua faixa de exposição.
Atualmente, a Formação Botucatu pertence à supersequência estratigráfica de segunda ordem denominada Supersequência Gondwana III e deve sua denominação à cidade de Botucatu, no estado de São Paulo, Brasil, aonde aflora .

## Características
A Formação Botucatu é constituída principalmente por arenitos quartzosos de granulação fina a média, de coloração vermelha, rósea ou amarelo-clara, bem selecionados, maturos, podendo conter feldspato
alterado e cimentado por sílica ou por óxido de ferro, que lhe confere a coloração rosa-avermelhada. Como estrutura característica desses arenitos, ocorre estratificação cruzada tangencial de grande porte.
O primeiro trabalho que determinou a direção dos ventos, à época da deposição dos arenitos da Formação Botucatu, foi o trabalho de Bigarella e Salamuni, em 1961, estudando as estratificações cruzadas de paleo-dunas em 51 afloramentos localizados no Brasil e no Uruguai.

## Intemperismo e pedogênese
Os solos formados a partir do intemperismo das rochas da Formação Botucatu guardam forte relação com sua granulometria, sendo geralmente arenosos e profundos. Dentre as classes taxonômicas do Sistema Brasileiro de Classificação de Solos (SiBCS), as mais comumente descritas em solos formados a partir do intemperismo dessas rochas são Neossolos Quartzarênicos, Latossolos e Argissolos, nas áreas bem drenadas, e Planossolos e Gleissolos nas áreas mal drenadas. No caso dos Latossolos e Argissolos, podem ser classificados em Vermelhos, Vermelho-Amarelos ou Amarelos no segundo nível categórico do SiBCS, indicando variação na cor do solo. Essa variação na cor é resultado da presença de óxidos de ferro de diferentes tipos e em diferentes quantidades.

## Aquífero Guarani
Um importante recurso natural presente na Bacia do Paraná é a água subterrânea do Aquífero Guarani, que constitui um dos maiores aquíferos do mundo e é a maior reserva subterrânea de água da América do Sul. O aquífero possui uma área de ocorrência de cerca de 1,2 milhões de km², um volume de aproximadamente 46 mil km³, espessuras que variam de zero a 800m e profundidade máxima por volta de 1800 metros. Cerca de 70% do aquífero situa-se no Brasil e o restante está localizado na Argentina, Paraguai e Uruguai. O Aquífero Guarani é formado principalmente por rochas arenosas de idade Triássica a Jurássica das formações Pirambóia, Rosário do Sul e Botucatu, no Brasil, Misiones, no Paraguai, Buena Vista, no Uruguai e Tacuarembó, no Uruguai e na Argentina. É recoberto por espessas camadas de basaltos da Formação Serra Geral, sendo confinado em cerca de 90% de sua área total. A extração de água é maior no Brasil, a qual é utilizada para os mais diversos fins, como por exemplo, abastecimento público, estâncias termais e irrigação. Nos outros países, o principal uso é em estâncias termais.

## Fósseis e Paleontologia
Em 2023 foi confirmado o primeiro dinossauro da Formação Botucatu, que foi identificado por meio de pegadas (Icnofóssil). O dinossauro Farlowichnus rapidus, da subordem dos Terápodes, era um pequeno carnívoro, bem apto para sobreviver nos desertos da época.